# Múlafossur

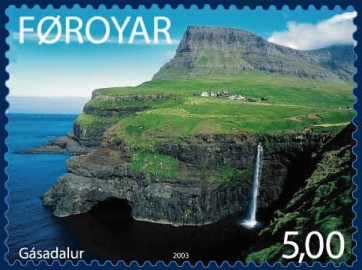
La cascata in un francobollo del 2003

Mulafossur è una cascata presso il villaggio di Gásadalur nelle isole Fær Øer, che si getta direttamente nell'Oceano Atlantico.